# Салбинский сельсовет (Краснотуранский район)
Салбинский сельсовет - сельское поселение в Краснотуранском районе Красноярского края.
Административный центр - село Салба.

## Население
| 2010 | 2012 | 2013 | 2014 | 2015 | 2016 | 2017 |
| ---- | ---- | ---- | ---- | ---- | ---- | ---- |
| 449  | ↘441 | ↘413 | ↘385 | ↘374 | ↘352 | ↘342 |

## Состав сельского поселения
В состав сельского поселения входят 3 населённых пункта:
| № | Населённый пункт | Тип населённого пункта       | Население |
| - | ---------------- | ---------------------------- | --------- |
| 1 | Алгаштык         | деревня                      | 118       |
| 2 | Александровка    | деревня                      | ↘79       |
| 3 | Салба            | село, административный центр | 252       |

## Местное самоуправление
Салбинский сельский Совет депутатов
Дата избрания: 14.03.2010. Срок полномочий: 5 лет. Количество депутатов:  7